# Liste der Monuments historiques in Assenoncourt
Die Liste der Monuments historiques in Assenoncourt führt die Monuments historiques in der französischen Gemeinde Assenoncourt auf.

## Liste der Objekte
| Bezeichnung                                   | Beschreibung | Standort                                 | Kennzeichnung | Schutzstatus | Datum | Bild |
| --------------------------------------------- | --- | ---------------------------------------- | ------------- | ------------ | ----- | ---- |
| Chorgestühl, Wandvertäfelung und Chorschranke | Holz, Schmiedeeisen, 18. Jahrhundert                                                                             | in der Kirche St-Pierre-aux-Liens (Lage) | PM57000006    | Classé       | 1980  |      |
| Zwei Seitenaltäre                             | jeweils Altartisch, Retabel und ein Gemälde; Holz, farbig gefasst, sowie Ölfarbe auf Leinwand, 18. Jahrhundert   | in der Kirche St-Pierre-aux-Liens (Lage) | PM57000007    | Classé       | 1980  |      |
| Kruzifix                                      | Holz, farbig gefasst, 18. Jahrhundert                                                                            | in der Kirche St-Pierre-aux-Liens (Lage) | PM57000858    | Inscrit      | 1979  |      |
| Hauptaltar                                    | Altartisch, Tabernakel, Baldachin und Gemälde; Holz, farbig gefasst, sowie Ölfarbe auf Leinwand, 18. Jahrhundert | in der Kirche St-Pierre-aux-Liens (Lage) | PM57000005    | Classé       | 1980  |      |